# Liparochrus tropicus
Liparochrus tropicus är en skalbaggsart som beskrevs av Rudolph Petrovitz 1963. Liparochrus tropicus ingår i släktet Liparochrus och familjen Hybosoridae. Inga underarter finns listade i Catalogue of Life.